# Ti amo veramente
Ti amo veramente è il primo album in studio del gruppo musicale italiano Modà, pubblicato nel 2004 dalla New Music International Srl.

## Il disco
La band si affida a Francesco Silvestre, meglio noto come Kekko, per la composizione dei testi e delle musiche, oltre che per la parte canora.
Il disco esce nell'ottobre del 2004 e viene anticipato dall'uscita dei singoli Ti amo veramente e Dimmi che non hai paura.
Di entrambi viene realizzato un videoclip: la location di Ti amo veramente è un locale di Cassina de' Pecchi, mentre per il secondo vengono scelte le riprese di un concerto che il gruppo ha tenuto con Video Italia. Successivamente esce il singolo Nuvole di rock e l'anno seguente il quarto ed ultimo estratto Riesci a innamorarmi.
Nel marzo 2005 l'album è stato ristampato con l'aggiunta della traccia Riesci a innamorarmi, brano presentato al Festival di Sanremo 2005.
A distanza di più di sei anni dalla sua pubblicazione, l'album raggiunge la posizione numero 28 della Classifica FIMI Album.
Nella prima settimana del 2015, a oltre 10 anni dalla sua prima pubblicazione, l'album viene certificato disco d'oro dalla FIMI per le oltre 25 000 copie vendute in Italia.

## Tracce
Edizione standard
Testi e musiche di Kekko Silvestre eccetto dove indicato.
1. Ti amo veramente – 3:24
2. Volevo dirti – 3:45
3. Il sogno di una bambola – 4:53
4. Dimmi che non hai paura – 4:10
5. Il branco – 3:45
6. Ora vai – 4:11
7. Sogno nel cassetto – 4:18
8. Uomo diverso – 3:26
9. Nuvole di rock – 4:57
10. Padre astratto – 3:21
11. Mentre sogni (quello che meriti) – 3:54 (musica: Kekko Silvestre, Enrico Palmosi)

Ristampa
1. Riesci a innamorarmi – 3:40
2. Ti amo veramente – 3:24
3. Volevo dirti – 3:45
4. Il sogno di una bambola – 4:53
5. Dimmi che non hai paura – 4:10
6. Il branco – 3:45
7. Ora vai – 4:11
8. Sogno nel cassetto – 4:18
9. Uomo diverso – 3:26
10. Nuvole di rock – 4:57
11. Padre astratto – 3:21
12. Mentre sogni (quello che meriti) – 3:54 (musica: Silvestre, Palmosi)

## Formazione
- Kekko Silvestre - voce e pianoforte
- Enrico Zapparoli - chitarra acustica ed elettrica
- Diego Arrigoni - chitarra elettrica
- Stefano Forcella - basso
- Manuel Signoretto - batteria
- Paolo Bovi - tastiera